# Línea 130 (Rosario)
Línea 130 es una línea de transporte urbano de pasajeros de la ciudad de Rosario, Argentina. El servicio está actualmente operado por la empresa Rosario Bus.
Anteriormente el servicio de la línea 130 era prestado desde sus orígenes y bajo la denominación de línea 53 Roja por Empresa de Transporte Automotor Gral Mosconi S.R.L. (cambiando en 1986 su denominación a línea 130), luego por Transportes Saladillo S.A., Empresa 20 de Junio S.R.L., U.T.E. Ovidio Lagos, C.O.T.A.L. S.A., Las Delicias T.A. S.R.L., y finalmente Rosario Bus.

## Recorrido

### 130
Servicio diurno y nocturno.
|  | STR+l | STR+r |  |

|  | STR | BHF | CONTg |

| CONTf | BHF | STR |  |

| CONTf | BHF | STR |  |

|  | STRl | ABZg+r |  |

|  |  | BHF |

|  |  | BHF |

|  |  | STR+lBUEq |

|  |  | BHF |

|  |  | BHF |

|  |  | BHF |

|  |  | STR+lBUEq |

|  |  | BHF |

|  |  | BHF |

|  |  | KBHFe |